# Медіапедагогіка
Медіапедагогіка (нім. Medienpädagogik) включає в себе дослідження в галузі освіти, засобів масової соціалізації.  
Медіапедагогіка близька до комунікативістики, медіасоціології, історії медіа , медіафілософії і медіапсихології. Метою медіаосвітніх практик для дітей, підлітків і дорослих є індивідуальне набуття медіаграмотності. 
Медіапедагогічні дослідження, розробки та практика пов'язані з окремими особами та групами в соціальному контексті.
Медіапедагогіка досліджує таку проблематику:
- формування медіаграмотності;

- використання медіа в освітньому процесі;

- розвиток медіаосвтніх технологій;

- виховання критичного мислення;

- виникнення нових засобів масової інформації і перспективи їх використання у навчальному процесі;

- прискорені зміни у засобах масової інформації після цифрової революції.

Медіа стали центральними факторами дизайну в житті багатьох людей. Тому інші галузі соціальних і природничих наук, такі як психологія розвитку , педагогічна психологія , соціологія і філософія досліджень, ЗМІ, також  перебувають в полі її зору. 
Подача засобів масової інформації та використання ЗМІ перебувають на перехресті різних груп соціальних інтересів та ринку, тобто між вигідною пропозицією виробника та споживчим попитом. Питання проблемних розробок соціальних медіа та сприяння рефлексивному та соціально відповідальному використанню засобів масової інформації є важливим завданням медіаосвіти.

## Від книжкової культури до цифрових медіа
Окрім розмовної мови як основної людської здібності, до винаходу Гутенберга рухомого типу для друку, тексти не володіли здатністю масового розповсюдження  Початок виникнення мас-медіа лежить на межі 15-го -  16-го століть, відколи тексти могли бути дубльовані у великій кількості - будь то листівка, газета або книга. Грамотність була привілеєм, менш поширеним знанням і підготувала перехід до обов'язкової 
Після винайдення писемності до винайдення друку пройшло близько 5000 років, приблизно через 500 років з'явилися засоби масової інформації, телебачення (1935). І якщо глобальне поширення мистецтва друку Гутенберга тривало близько двох століть, то поширення радіо відбулося за два десятиліття. Смартфон став світовим засобом масової інформації упродовж п'яти років. 
Прискорена зміна освітніх можливостей засобів масової інформації призвела до того, що з 1960-х років освітня діяльність у сфері медіа стала окремою дисципліною. До цього термін медіаосвіта стосувався головним чином шкільної освіти. У 1984 році в Німеччині було засновано Асоціацію медіаосвіти та комунікаційної культури. Подібні спільноти є й в інших країнах.
Вплив використання засобів масової інформації значно поширився з появою нових, або цифрових, засобів масової інформації на основі Інтернету і комп'ютерів, а також завдяки багатофункціональним мобільним пристроям, таких як ноутбук, планшет і смартфон. Вони значною мірою змінили плин суспільного життя, а також особисте життя і відпочинок. [5] Терміни цифрові носії і нові засоби масової інформації часто використовувалися як синонімічні.  
Американський психолог і дослідник молодого покоління Жан Twenge, котрий досліджує довгострокові дані про поведінку і благополуччя молодих людей в Сполучених Штатах, передбачає впровадження і поширення смартфонів, як причину цього висуває тезу, що після 2012 року - року, коли більше половини американців використовували смартфон, серед них - значна кількість молодих людей в США, які відчувають себе виключеними із суспільного життя або самотніми, і кількість молодих людей, які сплять менше семи годин на добу, злетіла до небес. У Німеччині , частка дітей від 12-ти до 19-ти років, які володіють смартфоном, зросла з 47 відсотків у 2012 році до 95 відсотків у 2017-ому  .
Соціальний психолог і соціолог Катаріна Катцер вказує на зміну рамкових умов формування особистості, особливо дітей і підлітків. На додаток до реального повсякденного світу, віртуальний онлайн-світ став важливим фактором впливу. Окрім членів сім'ї та учасників цілоденних шкіл, колеги та законодавці, що працюють у мережі, також сприяли розвитку особистості 
Медіапедагогічні настанови та підходи до орієнтації, деякі з яких суперечать одна одній, підлягають попередньому застереженню щодо змін у цьому процесі, оскільки великі наукові довгострокові дослідження все ще перебувають на розгляді. Таким чином, докази педагогічно відповідального поводження з засобами масової інформації широко поширені у відповідній літературі і вимагають визначення їхнього власного ставлення до неї практично в будь-якому віці.

## Осмислення навчання та особистісного розвитку
Залежно від способу життя та ставлення батьків, діти та малюки вже перебувають під впливом ЗМІ. Проте позитивні імпульси навчання та розвитку не пов'язані з точки зору дослідників мозку, таких як Манфред Шпітцер і деякі медіа-освітні радники. Особливо раннє навчання є ефективним лише у взаємодії всіх органів почуттів, у той час як, наприклад, екранні медіа стимулюють зору та слух. За словами Спитцера, лише третина кори головного мозку людини використовується для планування і виконання рухів, особливо руками і пальцями, які у людей , на відміну від інших приматів, що працюють на руках, можуть бути використані як прекрасний інструмент через вертикальну ходьбу:
«Це вимагає інтенсивного навчання дрібних моторик в дитинстві. Тому так важливі пальцеві ігри, в яких маленька дія продемонстрована так, що пальці беруть на себе роль людей, тварин або речей. Через них, у манері театру, рухи пов'язані з діями, з описами та демонстраціями. Для полегшення запам'ятовування лінгвістичний супровід рухів часто набуває форми дитячих віршів або дитячих віршів. "
Злиття чуттєвого сприйняття (чуттєвого) і руху ( рухові навички ), яке має виконати дитину, називається сенсомоторною інтеграцією . До класичних почуттів слуху, бачення, запаху, смаку і почуттів, на думку Паули Блекман , сьогодні враховуються ще три: почуття належного руху, яке об'єднує кінчики двох покажчиків, навіть коли очі закриті, відчуття рівноваги і обертання, яке засноване на обертальних рухах голови.  Блекманн робить висновок: "Екранні засоби масової інформації не тільки перевантажують дітей невідповідним контентом, а й під тиском їх, не звертаючись до восьми почуттів".
Те ж саме стосується вивчення мови. Звуки рідної мови вивчаються у другій половині першого року життя. Але прослуховування самого по собі не достатньо. За словами Спитцера, діти повинні також бачити спікера, людину і обличчя разом з емоційним вираженням, щоб мати можливість поєднати те, що вони почули, з тим, що вони бачили. "Якщо телевізор працює або з ним говорили по радіо," - говорить Гертруд Теузен, - "це не впливає на розвиток мови у дітей" .
Не тільки стосовно просування мовного навчання, важливо не пропустити особливо продуктивні етапи розвитку, які співвідносяться з розвитком мозку: «Важливо, щоб після певних чутливих періодів, фаз навчання або розвитку вікон (є багато термінів, які дуже схожі) у дитинстві не можна навчитися багато чого. Ми знаємо, що колись сформовані структури мають тенденцію до власного затвердіння, а також використовуються отримані стежки, навіть якщо існують більш короткі шляхи » .Блекман в цьому зв'язку посилається на приклад з математичної дидактики: «Діти, які мають проблеми з відніманням, часто мають погану фізичну обізнаність про простір за ними. На цьому етапі недосвідчені фізичні здібності тісно пов'язані з труднощами мислення. Якщо відсталий біг, стрибки вперед, зворотний баланс із запізнілими особливо практикувалися, то раптом зворотний розрахунок набагато легше. "

## Використання медіа за віком
Хоча, з одного боку, доступні на ринку і відповідно рекламовані ранніх дитячих медіа пропозицій Baby Einstein DVD на комп'ютері навчання Барбі для Лернханді доступні, є в засобах масової інформації освіти на інші голоси, які рекомендують уникати екрану раз у дітей, якщо це йде. Замість цього, Teusen благає для читання і читання. Використання цифрових медіа не може замінити читання книги, тому що незалежне мислення і уяву не сприяли: "В голові не створюється власного світу, коли все зумовлено" 
Опитування студентів у 2008 році показали, що в 5-му класі 59% хлопчиків і 52% дівчат у власній кімнаті мали телевізор (портативна ігрова консоль до 83% і 80% відповідно). У 9-му класі він становив 74 і 64 відсотки відповідно для телевізорів у 2008 році і 78 і 61 відсоток для комп'ютерів. . Для онлайн - опитування з 2008 також показує , що 14 були в середньому 120 хвилин в день , онлайн 19-річний в Німеччині і в протягом 20 хвилин довше , ніж на телебаченні.. Загальний термін експлуатації зазначених технічних засобів масової інформації був 9-річним хлопчикам у середній школі за п'ять з половиною годин, у дівчаток трохи менше чотирьох годин; У вихідні дні хлопці приходили до семи годин загалом, дівчатам - всього за п'ять годин.
Час, що перевищує екрани комп'ютерів і смартфони, створює значні ризики, особливо для здоров'я дітей і підлітків. Про це свідчать нещодавні дослідження, згідно з міопією(Міопія) перейняла серед молоді: у деяких великих азійських містах рівень міопії перевищує 90%; але в Європі та США більше половини молодих людей вже постраждали. Причиною різко зростаючої короткозорості є два чинники: очі занадто рідко піддаються яскравому денному освітленню (звідси рекомендація провести хоча б школу на відкритому повітрі), і це занадто часто зосереджено на крупному плані. Міопія може бути компенсована відповідними наочними засобами; але також існує підвищений ризик наступних епізодів очей, таких як зелена і катаракта , дегенерація жовтої плями або відшарування сітківки у жертв короткозорості .[19]
Дослідження також показують, що батьки з вищим рівнем освіти в середньому дозволяють своїм дітям доступ до таких пристроїв пізніше, ніж батьки з нижчими ступенями. Тривалість середнього часу, проведеного дітьми перед екранами, відповідно відрізняється. [20] Батьки ідея про те, що вік дітей ЗМІ будуть доступні, показує суттєві відмінності в залежності від того , батьків своїх дітей вже дозволяє отримати доступ до екрану ЗМІ чи ні: аудіо ЗМІ з більш ніж двох років , або (в Випадок уникнення екрану) з трохи більше чотирьох років виявився корисним, телебачення з хороших чотирьох або майже десяти років, комп'ютер з трохи менше восьми або хороших 12 років.
Для дорослого життя в Німеччині, чим вище вік, тим ширше середнє телебачення. Понад 50 років усереднювалися лише за шість годин на день. 

## Навички ЗМІ , які надають в навчальних закладах
На думку Дітера Бааке , освіта в ЗМІ є транскордонною, оскільки вона починається в сім'ї, продовжується в школі, але також включає в себе самонавчання однолітків або самоосвіченого суб'єкта і не повинно ігнорувати дорослих і людей похилого віку. Хелен Кнауф виступає за ранню освіту ЗМІ вже в дитячих садах. Медіа «за своєю повсюдністю є невід'ємною частиною життя дитини і тому не повинні бути ігноровані або зневажені як освітньо віддалені». медіаосвіта. "Діти насолоджуються виробництвом медіа-продуктів - вони люблять новий погляд на себе і своє середовище, професійний результат і технічний аспект виробництва".
Що стосується підлітків після їхнього дитинства, Аксель Даммлер пише: «Медіа-просвітники роками проповідують молитву, що краще підготувати молодь до того, що вони роблять. Наприклад, він може знайти все в Інтернеті, замість того, щоб утримувати їх від середовища. «Він скаржиться на поганий шкільний інвентар з комп'ютерами та підключенням до Інтернету та низький рівень знань вчителів у інтернеті, що робить його одним з ключових завдань школи,« зростаючого цифрового розриву ». між дітьми різних соціальних верств. [25]На думку Блекмана, привілеї вищого класу не полягають у більш тривалих періодах використання засобів масової інформації - вони навіть значно вищі у неблагополучних групах - але в перевазі з точки зору вибору контенту, розуміння та обробки медіа-пропозицій. [26] Використання Інтернету багато і інтенсивно, на думку Даммлера, "не робить вас автоматично дурним". У першому дослідженні PISA, розташованому перед скандинавськими країнами, такими як Швеція або Фінляндія, підлітки матимуть ще вищий доступ до Інтернету та Інтернету. також використання комп'ютерних ігор, як у Німеччині. 
У ході впровадження п'яти мільйонів євро Digalpakts для шкіл , матеріальне та кадрове обладнання цих навчальних закладів у Німеччині має бути докорінно покращено. Кошти будуть використані, серед іншого, для обладнання Wi- Fi, шкільних серверів та нових навчальних платформ ; Школи, які вже мають таку ІТ- інфраструктуру, могли замість фінансування кінцевих пристроїв, таких як ноутбуки, ноутбуки і планшети. З точки зору кадрового забезпечення, крім продовження навчальних заходів для вчителів, також можливе фінансування педагогічних тренерів для учнів і вчителів з федеральних фондів.
Дидактична диференціація та інтерактивне програмне забезпечення для навчання
→ Основна стаття : Диференціація (дидактика)  та індивідуалізоване навчання
"Ніщо в дусі", - цитує Джона Локка , "що раніше не було в почуттях". Теоретично, це призводить до того, що, зокрема, тільки з урахуванням індивідуального чуттєвого сприйняття, можливе оптимальне навчання. У зв'язку з цим, в 1975 році, Фредерік Вестер представив теорію, яка отримала багато уваги, але науково суперечлива, згідно з якою індивідуальні риси і формувальні сприйнятливі стимули в фазах чутливого навчання розвитку особистості породжують різні типи навчання:
навчально-ефективний резонанс у слуховій сфері, тобто через прослуховування і розмову, питання і відповідь, аргумент і контраргумент;
Навчання на візуальній основі шляхом спостереження та експерименту;
тактичне навчання, пов'язане з дотиком і дотиком ;
навчання на основі формул і абстрактного мислення.
У реальності життя людина починається не з чистих типів, а з численних гібридів. Незважаючи на це, керівна ідея Вестера:
«Чим більше пропонується типів роз'яснення, тим більше каналів сприйняття використовується (як у випадку мультимедійного навчання), чим більше знань зберігається, тим різноманітніше стає закріпленим і зрозумілим, чим більше студентів стають матеріалом знань зрозуміти і згадати його пізніше. [31] "
Нещодавні дослідження доводять, на думку Катцера,, що той, хто стикається з довільними питаннями, між тим спочатку думає про комп'ютерні та інтернет-дослідження. Чим більше цей тип доступу стає рутиною, на яку покладається, тим менше буде згадана отримана інформація. "Але дуже недавні дослідження показують, що найкращий спосіб зберегти щось та запам'ятати його, але, на жаль, написання (рукою, пам'ятайте)!" [32] Якщо Інтернет все частіше використовується як заміна пам'яті, то це довготривала пам'ять. в небезпеці. "Це стає порожнім - і ми психічно бідніші. [...] Чим менше у нас спогадів, тим складніше нам зрозуміти складні відносини. " [33]
З появою комп'ютерів та Інтернету у все більшій кількості навчальних закладів, електронне навчання все більше стає центром уваги та рекомендацій у ЗМІ. Для Бернварда Гофмана вони включають наступні, все ще в значній мірі невикористані можливості:
Навчання стає самовизначеним. Навчальні середовища змінюються від інституціоналізованого навчання до самоорганізованого навчального процесу, від дидактичного контролю вчителя до комунікативного відкриття учня.
Навчальний контент послідовно ілюструється і, таким чином, є більш доступним, більш конкретним, легшим для розуміння, більш адаптованим до індивіда.
Процес навчання індивідуалізований; для різних видів навчання доступні різні шляхи навчання.
Системи навчання є терплячими і відмовостійкими; вони не оцінюються або є видимими лише для учня; Контроль та оцінка не мають соціального впливу. [34]
Проте індивідуалізоване навчання для Гофмана залежить від невиконаних передумов з боку педагогічного колективу, що вимагає "більше персоналу", більше вчителів і, в цій зміні ролей, завдань фасилітації: "Традиційний контроль змісту і методів навчання вчителем у напрямку комунікативної моделі навчання; Це дає учневі принаймні контроль над стратегіями і методами навчання і, принаймні частково, вибором змісту навчання. Ця зміна в навчальній ролі повинна підтримуватися ними ».
--Можливості та загрози у віртуальних мережах зв'язку --
Експерт з електронного навчання Марк Пренський посилався на терміни « Цифрові уродженці» за період 1980-х років у зв'язку з умовами в Сполучених Штатах, які були протиставлені тим, хто народився до цього року, як «цифрові іммігранти». У той час як перші вже виросли з комп'ютером і Інтернетом або стали великими в ньому, колишні сорти іноді коливаються або спочатку неохоче. Що стосується електронного навчання, то часто відбувається зміна передачі знань: молоді учні пояснили вчителям можливості та використання цифрових інструментів. Для більшості народжених, цифровий світ єкультура участі: «Через численні творчі інструменти створюються пропозиції та можливості для співпраці. Безкоштовні блоги, сайти для обміну фотографіями, графікою та музикою конкурують з традиційними постачальниками послуг. Здебільшого прибуток не є головним акцентом, а збагаченням цифрової спільноти. Мережа перетворює користувачів на цифрових виробників, чий самостійно створений контент і менталітет з відкритим вихідним кодом все частіше замінюють платні послуги. »
Спектр можливостей застосування смартфона виходить далеко за межі мобільного телефонного зв'язку. Він служить музичною станцією, радіо, камерою з інтегрованою студією редагування, будильником, адресною книгою, диктофоном, калькулятором, органайзером, друкарською машинкою, інформацією про розклад, продавцем квитка, погодною службою - "офіс у розмірі сигарет, який завжди є. Для дітей це також ігрова консоль, відеокамера, компас, кіно, енциклопедія, бібліотека і, і ... "
Постійна доступність такого пристрою в будь-якому місці і можливість безперервного контакту або прийняття створює своєрідну "віртуальну контактну інфляцію", говорить Даммлер: "У той же час бюджет має бути розподілений значно більше друзів сьогодні. Хоча ви можете відправляти пошту і текстові повідомлення декільком друзям одночасно і таким чином управляти своїми друзями більш економічно, ніж раніше, ця диспропорція доступного часу і друзів означає, що індивідуальні відносини можуть бути все менш і менш інтенсивними і глибокими ». [38]Це підриває співпрацю і дружню згуртованість «Це все більше і більше норма , що один не може покладатися на прийняті призначеннях, і що це також буде прийнято всіма сторонами» У багатьох випадках призводять до нових технічним можливостям, крім того, що індивідуальна доступність в соціальних мережах очікується і індивідуально реалізується, навіть якщо не пропустити щось важливе. Проте така прихована витривалість може негативно вплинути на відчуття індивідуума часу: передбачуваний примус постійно готуватися до контактів "робить наш відчутий час буквально стиснутим".
Менше часу витрачається на численні анімації екрану цифровими тубільцями для ретельної мовної підготовки, читання та письма. Spitzer посилається на результати дослідження, які стверджують, що термін корисної дії ігрових консолей негативно корелює зі шкільною продуктивністю, особливо в області письмової мови. Коли мова йде про надсилання електронної пошти та текстові повідомлення, мова "поступово флейти", говорить Теузен. «Ми заплутуємося в більш-менш хитромудрих клавішах і можемо тільки сподіватися, що одержувач може зробити риму, а це - правильний. А може хто-небудь, хто більше не пише чітко, акуратно і іноді детально, все ще думає чітко, чітко і детально? » Велика кількість вхідних контактних імпульсів - молодий дослідник Аксель Даммлер називає це "комунікаційним перебільшенням" - перевантажує здатність молодих людей до вибору, оскільки у їхній уяві за кожним новим повідомленням може бути щось важливе. У відповідь на це виникає необхідність заощаджувати, що призводить до корупції письмової мови: "Хто щодня пише десятки повідомлень, просто не може платити так багато для написання або дотримання формальностей - інакше не було б у всіх великої кількості цих повідомлень". може обробляти. "

## Сміливе самопрофілювання в мережі
Стимулом для створення профілю в онлайнових спільнотах з інформацією про хобі, улюблені групи, шкільну приналежність та друзів, а також надання фотографій є особливо великим для молодих людей. Таким чином, вони прагнуть не в останню чергу визначити та представити свою ідентичність, як вони знають її від своїх друзів і знайомих, до яких вони шукають зв'язку. Часто вони не знають про те, що після того, як вміст перебуває в Інтернеті, копіювання та встановлення зв'язків часто дає їм власне життя, яке не може бути відібрано, і це не так просто видалити.
За словами Даммлера, участь у онлайнових спільнотах можна розуміти як спрямованість типових молодіжних основних потреб: «Хоча молоді люди могли уявляти себе та свій світ тільки через власну кімнату, яка була доступна лише обраним знайомим, сьогодні вони мають віртуальний Ігрове поле онлайн-спільнот для самопрезентації. [...] Молодь, урешті-решт, «сказав Dammler» час змін і невизначеності, в поєднанні з певним опором поради і біологічно пов'язані самовпевненості, так як ризик-центр в головному мозку в повному обсязі зрілими до середини 20-х років ». [44 ]
Теузен пояснює готовність поширювати приватні переваги в Інтернеті з необхідністю уваги і визнання, які будуть задоволені соціальними мережами. "Чим більше друзів, тим більше визнання". Соціальна взаємодія істотно зводиться до кнопки "Подобається". Навіть такі мінімалістичні оцінки, однак, зараз використовуються в їх суми в психометрії вже для створення профілів особистості, наприклад, за моделлю OCEAN . "Навіть ті, хто намагається нічого не розкрити в себе," пише Крістоф Дрьоссер, "Розкриває багато інформації. Виведений психоаналіз не може бути використаний лише для представлення нам ще більш відповідної реклами. Вони також впливають на наші шанси на отримання кредиту або запрошення на співбесіду » [45].
Ризики зловживання кібер
→ Основна стаття : Cyber Bullying
З відносним необмежувальним та частковим анонімністю спілкування в Інтернеті існує віддаленість і деперсоналізація інших людей у віртуальному просторі: на відміну від особистої зустрічі та розмови, висловлювання та сприйняття не пов'язані з безпосереднім колегою, чия міміка та мова тіла часто взаємодіють уважний. Нетикет, отже, як специфічна інтернет-поведінкова орієнтаціяНе рідко залишається неефективним на практиці, тому Даммлер, оскільки механізми контролю часто провалилися з урахуванням динаміки, розмірів і швидкості Інтернету. «Таким чином, Інтернет є фактично вільною від законів зоною, і кожна людина може тільки сподіватися, що не потрапить у млин онлайн кампанії знущання - тим більше, що в Інтернеті нічого не забуває, а також заборонені претензії і фальшиві чутки знову і знову миються. може ". 
У дослідженні Центру емпіричних досліджень в галузі освіти в 2009 році в Німеччині налічується 1,9 мільйона жертв кібер-залякування. [47] можуть бути порушені, діти, підлітки і дорослі. Часто жертви та злочинці знають один одного з реального життя та власного середовища. За словами Теузена, напади часто є більш жорстокими і тривалими в онлайн-знущанні, ніж у безпосередньому контакті між злочинцем і жертвою; тому, що знущаються гравці відчували себе в безпеці в передбачуваній анонімності Інтернету перед відкриттям. Також, створення так званих "підроблених профілів", в яких профілі створюються під фальшивою власною назвою або ім'ям потерпілого, популярні, щоб завдати шкоди іншим.
Відсутність негайного зворотного зв'язку з реакціями та емоціями жертв на стороні злочинця сприяє відсутності співчуття та співчуття, а також певній відстані від онлайн-подій. Це сприяє емоційному притуплення і десенсибілізації. Особливо молоді люди, за словами Катцера, сьогодні показали менше співчуття та корисності, ніж раніше. Найбільше зменшення в цьому відношенні відбулося після 2000 року, тому, коли «світ чатів, розміщення та обміну» пройшов свій шлях. "Початкове дослідження також свідчить про те, що посилення насильства в Інтернет-ЗМІ може зробити людей більш байдужими до страждань інших".
Стимули для використання засобів масової інформації у надлишку
→ Основна стаття : Інтернет-залежність
За словами Блекмана, більш ранні діти почали дивитися телевізор, більше школярів протестували проти вимикання апарату, мабуть, тому, що вони не могли впоратися з нудьгою через відсутність незалежного ігрового досвіду. Рання звикання також призведе до більш тривалих періодів використання в подальшому житті[50]. З огляду на велику кількість засобів масової інформації пропозицій вже бачив Baacke діти і молоді люди справляються з ним, щоб ухвалити рішення про що-небудь. Суворість, неспокій і тривале відчуття занадто короткого стануть вирішальними: «На інших каналах те, що мені не вистачає, завжди відбувається. Коли цей новий культурний зразок узагальнено, системний прогрес у навчанні ускладнюється».
За даними Bleckmann, мета-аналіз лонгитюдних досліджень у США виявляє чіткі взаємозв'язки між експозицією засобів масової інформації та негативними наслідками для здоров'я у всіх розбіжностях у деталях. Середні зв'язки були виявлені до невдачі в школі, вживання алкоголю та наркотиків, слабкого зв'язку з СДУГ. Теузен повідомляє, що німецькі діти у віці до 18 років переслідували 200 тисяч актів насильства на своїх екранах і бачили обличчя вмираючого чоловіка близько 40 тисяч разів. [53]Відповідно до мета-аналізу 2010 року щодо насильства в комп'ютерних іграх, більше не виникає сумнівів, що медіа насильство сприяє генезису реального насильства, особливо шляхом зменшення можливостей молодих людей через вплив засобів масової інформації. Ці відносини проявляють себе все більш чітко, чим молодші споживачі насильства змішуються[54]. Він також тренує, так що Spitzer, з шутером від першої особи також і розлад уваги. Справа в тому, що вона "відмовляється від своєї концентрації і самоконтролю, щоб знову опуститися до рівня розумової функції рефлекторного автомата".
Там, де використання Інтернету ґрунтується на повсякденній соціальній дійсності, вони забезпечують бажаний інструмент для вирішення певних завдань краще і швидше, ніж це було можливо в попередньо цифрові часи. Проблемне вплив, але він зробив греблю ювелірів виду , коли віртуальні спільноти, що не вкоренилися в соціальній реальності, стати місцем зустрічі людей, які вже не можуть впоратися з різних причин з реальним світом і з іншими людьми в кібер-просторі втечі які створюють дуже унікальну реальність для користувачів. Як приклад таких місць зустрічей Даммлер називає форуми ненависті, в яких насильницькі взаємно підживлюють один одного; Форуми для анорексикив яких неблагополучні дівчата приводять один одного далі в хворобу і стають недосяжними для терапевтичних спроб; Суїцидні форуми та форуми для політичних та релігійних екстремістів у різних напрямках. 
Оскільки мережеві оператори, що підтримують рекламу, мають великий інтерес до активних користувачів та їхніх даних, вони надають їм відповідні стимули. Це забезпечується, зокрема, онлайн - ігор, як World Of Warcraft з тривимірною графікою, в якій переміщують обраний персонаж гравця. Структура гри пропонує гравцеві через відповідні можливості навчання для просування в ієрархії гравця і гучного Teusen частіше невідомої сили і успіху. Додаткові удосконалення гри гарантують, що не видно кінця гри. З іншого боку, для підтримання досягнутого рівня гри необхідна безперервна діяльність. Такі сузір'я сприяють появі комп'ютерної азартної залежності.

## Якість життя через висвітлення у ЗМІ
У епоху цифрової революції розвиток особистості, що не заважає особистості, з самого початку визначається рефлексивним трактуванням батьків та навчальних закладів засобами масової інформації, а також здатністю індивідуального самоконтролю підлітків. Для цього потрібна цілеспрямована та цікава підтримка, наприклад, співочі пісні в дитячому садку. Для того, щоб діти стали справді медіаграмотними, каже Блекман, їм спочатку потрібна хороша основа в реальному житті. 
Батько разом з дітьми дивиться на дитячий фільм
Для Бааке застосовується до медіа-освіти: "Він супроводжує і виховує підлітків, особливо маленьких дітей, до засобів масової інформації". [61] Відповідні рекомендації щодо повсякденної практики в літературі істотно розкидаються між ранньою практикою та далекосяжним утриманням. Наприклад, Теузен очолює курс щодо використання телебачення: він не належить до дитячої кімнати; Батьки повинні чітко узгоджувати, коли, що і як довго можна дивитися телебачення, найкраще дивитися разом з їхніми дітьми, бути доступними для зворотного зв'язку в розмовах, вони повинні бути прикладом для перегляду телебачення і не використовувати телевізійну ліцензію як винагороду або покарання, [62]
Для Даммлера зрозуміло, що кожне покоління певного досвіду та подій у їхній молодості відзначається як «когорта». Одного разу навчені звички не легко відкидаються. Нинішня «віртуальна когорта» домінує в Інтернеті і асоціюється з конкретними поведінками і формами спілкування, які відображені в особистих відносинах, а також у фундаментальних цінностях і відносинах. Але якщо Інтернет з його незліченним, індивідуальним контентом продовжує отримувати вплив, і якщо - також через вміст, створений користувачем ("створений користувачем контент") - індивідуальне використання продовжує розвиватися, то незабаром нічого не залишиться, про які молоді люди можуть говорити в шкільному дворі. Це можливо лише у віртуальній спільноті,[63]
Для того, щоб протистояти такому об'єднанню та втраті подібності, важливо підготувати молодь до Інтернету з її змістом, замість того, щоб утримувати їх від неї. Крім того, з огляду на нові вимоги робочого світу, важливо знати і використовувати потенціал Інтернету, тобто "мислити і реагувати швидко і в мережі". З іншого боку, необхідно забезпечити, щоб молоді люди контактували з різними соціальними групами в реальному житті. асоціаціям, молодіжним групам, церквам або комунальним установам: "Коли молоді люди там активні, вони є і залишаються частиною суспільства - незалежно від того, що вони ще роблять в Інтернеті". [64]
Бааке бачить медіа-освіту в кінцевому підсумку в соціальній відповідальності:
«Закінчення медіа-освіти не може виходити з медіа-політики або з« медіа-дискурсу »всього суспільства, якщо вони не хочуть бути змушеними до освітніх провінцій, в яких вона працює тільки як« майстерня ремонту », для чого відбувається і буде відповідати за це. [65] "

## Основна література
Dieter Baacke: Medienpädagogik. (= Grundlagen der Medienkommunikation. Band 1) Niemeyer, Tübingen 1997, ISBN 9783484371019.
Dieter Baacke, Susanne Kornblum, Jürgen Laufer, Lothar Mikos, Günther A. Thiele (Hrsg.): Handbuch Medien: Medienkompetenz: Modelle und Projekte. Bundeszentrale für politische Bildung: Bonn 1999, ISBN 9783893313754.
Bleckmann, Paula: Medienmündigkeit. Wie unsere Kinder selbstbestimmt mit dem Bildschirm umgehen lernen. Stuttgart 2012
Christian Doelker: media in media – Texte zur Medienpädagogik, Verlag Pestalozzianum, Zürich 2005, ISBN 978-3403086406.
Bernward Hoffmann: Medienpädagogik, Verlag Schöningh/UTB, Paderborn 2003, ISBN 978-3825224219.
Bernd Schorb, Anja Hartung-Griemberg, Christine Dallmann (Hrsg.): Grundbegriffe Medienpädagogik. 6. neu verfasste Auflage. kopaed, München 2017, ISBN 978-3-86736-390-7.
Martial, Ingbert von; Ladenthin, Volker: Medien im Unterricht. Hohengehren 2005. (2. verb. Aufl.)
Heinz Moser: Einführung in die Medienpädagogik: Aufwachsen im Medienzeitalter. 5. durchgesehene und erweiterte Auflage, VS Verlag für Sozialwissenschaften, Wiesbaden, ISBN 978-3531161648.
Schell, Fred, u. a. (Hg): Medienkompetenz. Grundlagen und pädagogisches Handeln. KoPäd Verlag. München 1999
Schill, Wolfgang u. a. (Hg): Medienpädagogisches Handeln in der Schule, Opladen 1992
Schill, Wolfgang, Integrative Medienerziehung in der Grundschule, München 2008
Tulodziecki, Gerhard: Medien in Erziehung und Bildung. Grundlagen und Beispiele einer handlungs- und entwicklungsorientierten Medienpädagogik., Klinkhardt Verlag, Bad Heilbrunn 1997.
Vollbrecht, Ralf: Einführung in die Medienpädagogik. Beltz Verlag, Weinheim und Basel 2001.

## Додаткова  література
Aufenanger, Stefan: Medienpädagogik, in: Krüger, H.-H.; Grunert, C. (Hg.): Wörterbuch Erziehungswissenschaft, Wiesbaden 2004, S. 302–307
Dammler, Axel: Verloren im Netz. Macht das Internet unsere Kinder süchtig? Gütersloh 2009.
Hart, Andrew; Suess, Daniel (Eds.): Media Education in 12 European Countries. A Comparative Study of Teaching Media in Mother Tongue Teaching in Secondary Schools, Zürich: E-Collection of the Swiss Federal Institute of Technology (ETHZ) (Online).
Herzig, Bardo und Grafe, Sike: Digitale Medien in der Schule. Bonn 2007, ISBN 978-3-00-020497-5
Hübner, Edwin: Medien und Pädagogik: Gesichtspunkte zum Verständnis der Medien, Grundlagen einer anthroposophisch-anthropologischen Medienpädagogik. DRUCKtuell, Stuttgart, 2015, ISBN 978-3-944911-16-8
Katzer, Catarina: Cyberpsychologie. Leben im Netz: Wie das Internet uns ver@ndert. München 2016.
Knauf, Helen: "Bildungsbereich Medien". Reihe Frühe Bildung und Erziehung, Vandenhoeck & Ruprecht Göttingen 2010, ISBN 978-3525701263
Knaus, Thomas und Engel, Olga (Hrsg.): digitale Medien in Bildungseinrichtungen (fraMediale-Reihe, Band 1 bis 5), München 2010/2011/2013/2014/2016
Missomelius, Petra: Unruhestiftendes Wissen. Medien zwischen Bildung und Unbildung. In: MEDIENwissenschaft, H. 4/13, Schüren Verlag, 2013, S. 394–409, Volltext
Moser, Heinz: Einführung in die Medienpädagogik. Wiesbaden 2005
Röll, Franz Josef: Mythen und Symbole in populären Medien, Frankfurt am Main: Gemeinschaftswerk der Evangelischen Publizistik, 1998.
Schindler, Wolfgang et al. (Hrsg.): Bildung in virtuellen Welten. Praxis und Theorie außerschulischer Arbeit mit Internet und Computer. Frankfurt 2001, ISBN 3-932194-38-1.
Stadtfeld, Peter: Allgemeine Didaktik und Neue Medien. Zur Stellung der Neuen Medien im Unterricht und deren Konsequenzen. Bad Heilbrunn 2004.
Tast, Hans-Jürgen (Hrsg.): Jugend-Medien-Treff. Wege zur Medienkompetenz, Kulleraugen, Schellerten 1998. ISBN 3-88842-023-7.
Teusen, Gertrud: Schlau statt dumm machen. Wie Eltern die Medienkompetenz ihrer Kinder fördern. Freiburg im Breisgau 2013.
Schäfer, Karl – Hermann, "Medienpädagogik als Teildisziplin der Allgemeinen Erziehungswissenschaft, in: Jahrbuch Medienpädagogik 1, Hg. St. Aufenanger, R. Schulz-Zander, D. Spanhel, Opladen 2001, S. 17–46
Tulodziecki, Gerhard: Medienpädagogik in der Krise?. In: Hubert Kleber (Hrsg.): Perspektiven der Medienpädagogik in Wissenschaft und Bildungspraxis, Kopaed-Verlag, München 2005. Online-Version
Tsvasman, Leon (Hg.): Das große Lexikon Medien und Kommunikation. Kompendium interdisziplinärer Konzepte. Ergon Verlag, Würzburg 2006, ISBN 3-89913-515-6.
Aufenanger, Stefan : Медіа-освіта, в: Krüger, H.-H; Grunert, C. (ред.): Словник освітньої науки, Вісбаден 2004, с. 302-307
Дамлер, Аксель: Загублений в мережі. Чи робить інтернет нашими дітьми залежними? Gütersloh 2009.
Харт, Андрій; Suess, Daniel (ред.): Медіа освіта в 12 європейських країнах. Порівняльне вивчення засобів масової інформації у викладанні рідної мови в середніх школах , Цюріх: електронна колекція Швейцарського федерального технологічного інституту (ETHZ) ( онлайн ).
Герциг, Бардо і Граф, Сіке: цифрові медіа в школі. Бонн 2007, ISBN 978-3-00-020497-5
Хюбнер, Едвін: Медіа та педагогіка: аспекти розуміння медіа, основи антропософсько-антропологічного освітнього середовища . DRUCttuell, Штутгарт, 2015, ISBN 978-3-944911-16-8
Katzer , Катаріна : Кіберпсихологія. Життя в Мережі: як змінює нас Інтернет. Мюнхен 2016.
Кнауф, Хелен: "Освітні медіа". Серія ранньої освіти та освіти, Vandenhoeck & Ruprecht Göttingen 2010, ISBN 978-3525701263
Кнаус, Томас і Енгель, Ольга (ред.): Цифрові медіа в навчальних закладах (серія fraMediale, Томи 1 - 5) , Мюнхен 2010/2011/2013/2014/2016
Місомеліус, Петра: Багаті знання. Медіа між освітою та освітою . У: MEDIENwissenschaft, H. 4/13, Schüren Verlag, 2013, с. 394-409, повний текст
Мозер, Хайнц: Вступ до медіа-освіти . Вісбаден 2005
Ролль, Франц Йозеф : Міфи та символи в популярних ЗМІ , Франкфурт-на-Майні: Робота громадськості про протестантську журналістику, 1998.
Schindler, Wolfgang et al. (Ред.): Освіта у віртуальних світах. Практика і теорія позакласної роботи з Інтернетом і комп'ютером. Франкфурт 2001, ISBN 3-932194-38-1 .
Stadtfeld, Пітер: загальна дидактика і нові медіа. Позиція нових медіа в класі та її наслідки. Bad Heilbrunn 2004.
Tast, Hans-Jürgen (ред.): Зустріч молодіжних ЗМІ. Шляхи до медіаграмотності , Kulleraugen, Schellerten 1998. ISBN 3-88842-023-7 .
Teusen, Gertrud: Зробити розумним, а не дурним. Як батьки сприяють медіа грамотності своїх дітей. Фрайбург-ім-Брайсгау 2013.
Шефер, Карл - Германн, "Медіа освіта як субдисципліна загальноосвітньої науки, у: Щорічник медіа-освіти 1, ред. Ауфенангер, Р. Шульц - Зандер, Д. Спанхел, Опладен 2001, с. 17-46
Тулодзецький, Герхард: Медіа-освіта в умовах кризи? , У: Хуберт Клебер (ред.): Перспективи медіа-освіти в науці та освітній практиці, Kopaed-Verlag, Мюнхен, 2005. Онлайн-версія
Цвасман, Леон (ред.): Велика енциклопедія Медіа та комунікація. Збірка міждисциплінарних концепцій . Ergon Verlag, Würzburg 2006, ISBN 3-89913-515-6 .